# Campeonato Paraense de Futebol de 2020 - Segunda Divisão
A Divisão de Acesso do Campeonato Paraense de Futebol de 2020 foi a 35ª edição da Segunda Divisão no estado do Pará. A competição concede duas vagas a primeira divisão do Campeonato Paraense de Futebol de 2021.
Apesar de mais uma vez a Desportiva Paraense optar por não disputar, o campeonato será marcado por um novo recorde de participantes, ao todo serão 20 equipes.

## Regras da competição
Os vinte clubes estão divididos em 4 chaves de 5 equipes jogando dentro da chave em formato de turno único, com 4 jogos para cada na fase classificatória, os 2 melhores de cada chave, avançam para as 8° de finais e terá chaveamento definido até as 4°, 1° contra 2° não irão jogar na mesma chave, farão jogos de ida e volta, classificados para as semifinais, haverá sorteio com jogos de ida e volta, os 2 finalistas irão obter o acesso a 1° Divisão em 2021. A Final será em partida única.
1. Serão permitidos apenas 5 jogadores com idade acima dos 23 anos por partida com exceção dos goleiros, que não entram nesta conta.
2. A 1ª fase do campeonato ocorrerá somente em Belém e região, exceto pelos clubes da região sudeste do Pará (Grupo A1).

## Primeira Fase

### Grupo A1

#### Confrontos
|             | ATL | CAM     | GAV | IZA | PAR |
| ----------- | --- | ------- | --- | --- | --- |
| Atlético-PA | —   | 3–0     |     | 4–3 |     |
| Cametá      |     | —       | 0–1 |     | 3–1 |
| Gavião      | 1–1 |         | —   | 2–0 |     |
| Izabelense  |     | JC [F1] |     | —   | 1–1 |
| Parauapebas | 2–0 |         | 2–1 |     | —   |